# Gustav Rosenhagen
Gustav Rosenhagen (* 3. November 1866 in Schleswig; † 16. Juli 1941 in Hamburg) war ein deutscher Germanist.

## Leben und Wirken
Der im Norden Schleswig-Holsteins geborene Gustav Rosenhagen zog mit seiner Familie in Jugendjahren nach Altona. Sein Vater Ferdinand Rosenhagen amtierte hier für viele Jahre als Bürgermeister. Rosenhagen besuchte das Christianeum, das er 1884 mit dem Abitur verließ. Danach studierte er Deutsche und Klassische Philologie an der Universität Tübingen, der Universität Leipzig und der Universität Berlin. In Tübingen wurde er 1885 Mitglied der schwarzen Verbindung (seit 1897 Burschenschaft) Derendingia Tübingen. Nach der Promotion 1890 an der Universität Kiel bestand er dort auch das Staatsexamen. Ab 1895 arbeitete er als Oberlehrer in Hamburg. Ab 1903 unterrichtete er im Bereich des Allgemeinen Vorlesungswesens angehende Oberlehrer am Kolonialinstitut.
1919 wurde Conrad Borchling zum ersten Professor für Deutsche Philologie an der Universität Hamburg berufen. Dass Rosenhagen selbst nicht den Ruf erhielt, traf ihn schwer. Er lehrte trotzdem ab demselben Jahr an der Philosophischen Fakultät der neugegründeten Bildungseinrichtung, die ihn 1921 zum Honorarprofessor berief. Rosenberg gab hier bis Lebensende Vorlesungen in Deutscher Philologie. Dabei behandelte er zumeist mittelalterliche Maeren, also Bereiche, die Borchling inhaltlich nicht lehrte. Warum Rosenhagen nach Ende des Sommersemesters 1934 nicht mehr unterrichtete, ist nicht genau bekannt.
1928 ging Rosenhagen im Alter von 61 Jahren als Hochschullehrer freiwillig in den Ruhestand. Er tat dies vermutlich, um seiner Passion für das Deutsche Wörterbuch nachgehen zu können, der er sich bereits seit 1914 widmete. Von 1914 bis 1938 verfasste er für das von den Brüdern Grimm begonnene Werk die sieben Lieferungen Zobel–Zwickel, die im letzten, 1961 vollendeten Band erschienen. Außerdem schrieb er für das Verfasserlexikon. Da das Nachschlagewerk kein Personenregister enthält, ist die Anzahl der von Rosenhagen verfassten Einträge nicht genau zu ermitteln. Mit ungefähr 1000 Beiträgen dürfte er einer der fleißigsten Autoren gewesen sein. Als letzten Artikel beschrieb er Rudolf von Rotenburg. Dieser erschien erst nach seinem Tod, nämlich 1943.